# Ngalang
Ngalang is een bestuurslaag in het regentschap Gunung Kidul van de provincie Jogjakarta, Indonesië. Ngalang telt 7483 inwoners (volkstelling 2010).